# Сентервил (Индијана)
Сентервил (енгл. Centerville) град је у америчкој савезној држави Индијана.

## Демографија
По попису из 2010. године број становника је 2.552, што је 125 (5,2%) становника више него 2000. године.
| Група             | 2000.         | 2010.         |
| Белци             | 2.378 (98,0%) | 2.425 (95,0%) |
| Афроамериканци    | 5 (0,2%)      | 16 (0,6%)     |
| Азијати           | 7 (0,3%)      | 16 (0,6%)     |
| Хиспаноамериканци | 26 (1,1%)     | 63 (2,5%)     |
| Укупно            | 2.427         | 2.552         |